# Banco (novela)
Banco es una novela autobiográfica de 1973 escrita por Henri Charrière, siendo una secuela de su novela anterior Papillon. Documenta la vida de H. Charrière en Venezuela, adonde llegó después de escapar de la colonia penal en la isla del Diablo.
Al igual que su predecesora, Banco es supuestamente una autobiografía, como Papillon, sin embargo, los detalles no han sido tan desacreditados.

## Sinopsis
Continuando desde Papillon, Banco cuenta la vida de H. Charrière en Venezuela intentando ganar fondos para vengarse de su falso encarcelamiento y ver a su padre. Después de que muchas empresas no lograron obtener ganancias (incluidas la extracción de diamantes, un robo a un banco y un robo de joyas), encontró el éxito en Venezuela con varios restaurantes. Partes del libro hablan con más detalle sobre el supuesto crimen que cometió en Francia, su arresto, su juicio y sus puntos de vista sobre la justicia francesa en el asunto. Hacia el final del libro, finalmente Henri regresa a Francia como un hombre libre.

## Adaptaciones
- Papillon (2017), película dirigida por Michael Noer, basada en las novelas Papillon y Banco